# Tomopterna wambensis
Espèce
Tomopterna wambensis est une espèce d'amphibiens de la famille des Pyxicephalidae.

## Répartition
Cette espèce se rencontre au Kenya et en Tanzanie. Sa présence est incertaine en Éthiopie.

## Étymologie
Son nom d'espèce, composé de wamb et du suffixe latin -ensis, « qui vit dans, qui habite », lui a été donné en référence au lieu de sa découverte, Wamba.

## Publication originale
- Wasonga & Channing, 2013 : Identification of sand frogs (Anura: Pyxicephalidae: Tomopterna) from Kenya with the description of two new species. Zootaxa, no 3734 (2), p. 221–240.